# Clypeodytes larsoni
Clypeodytes larsoni là một loài bọ cánh cứng trong họ Bọ nước. Loài này được Hendrich & Wang miêu tả khoa học năm 2006.